# Río Labrada (afluente del Ladra)
El río Labrada es un curso de agua del noroeste de la península ibérica, afluente del Ladra. Discurre por la provincia española de Lugo.

## Descripción
Discurre por la provincia de Lugo. El curso del río, que nace en la sierra de la Loba, sigue al comienzo una dirección este, luego gira al sureste y más adelante al sur, hasta desembocar en el Ladra. Aparece descrito en el décimo volumen del Diccionario geográfico-estadístico-histórico de España y sus posesiones de Ultramar de Pascual Madoz de la siguiente manera:

LABRADA: r. en la prov. de Lugo, part. jud. de Villalba, nace de las vertientes orientales de la sierra de la Loba y corriendo por el centro de la felig. que le da nombre, marcha con direccion á Tortuosa, buscando el E. hasta llegar á la felig. de Cazás y puente de Carballosa; desde aquí se dirige al SE. dejando á la der. la parr. de Belesar y dirigiéndose casi de N. á S. por la parte occidental de Boizan, Alba, Torre é Insua; cruza el puente de Saá y llega al térm. de Pigara, donde se incorpora al Ladra para desembocar en el Miño: en su curso fertiliza algunos prados de pasto, da impulso á varios molinos harineros y proporciona alguna pesca: le cruzan 7 ú 8 puentes insignificantes y el que hemos dicho de Saá colocado en el camino de Mourense, por Alba y Pigara á buscar la carretera de Madrid á la Coruña.
(Madoz, 1847, p. 12)

Perteneciente a la cuenca hidrográfica del Miño, sus aguas acaban vertidas en el océano Atlántico.